# Good
Good é o álbum de estreia da banda Morphine. Foi lançado originalmente pela editora Accurate em 1992. Lançado novamente em 1993 pela Rykodisc.

## Faixas
1. "Good" - 2:36
2. "The Saddest Song" - 2:50
3. "Claire" - 3:07
4. "Have A Lucky Day" - 3:24
5. "You Speak My Language" - 3:25
6. "You Look Like Rain" - 3:42
7. "Do Not Go Quietly Unto Your Grave" - 3:21
8. "Lisa" - 0:43
9. "The Only One" - 2:42
10. "Test-Tube Baby/Shoot'm Down" - 3:11
11. "The Other Side" - 3:50
12. "I Know You (Part I)" - 2:17
13. "I Know You (Part II)" - 2:45

## Membros
- Mark Sandman -  baixos, voz, orgão, guitarra
- Dana Colley - saxofones
- Jerome Dupree - bateria e percussões
- Billy Conway - bateria em #5 e #6